# ベアトリス・ダルボン
ベアトリス・ダルボン（フランス語：Béatrice d'Albon, 1161年 - 1228年12月16日）は、ヴィエノワのドーフィネ、ヴィエンヌ女伯、アルボン女伯、グルノーブル女伯、オワザン女伯およびブリアンソン女伯（在位：1162年 - 1228年）。

## 生涯
ベアトリスはギーニュ5世・ダルボンとベアトリーチェ・ディ・モンフェッラート（モンフェッラート侯グリエルモ5世とユーディト・フォン・バーベンベルクの娘）の娘として、1161年に生まれた。

### 祖母の摂政とアルベリック・タイユフェル・ド・トゥールーズとの結婚
祖母のマルグリット・ド・ブルゴーニュ（ブルゴーニュ伯エティエンヌ1世の娘）が1164年に死去するまでベアトリスの摂政をつとめ、ベアトリスが3歳のときにトゥールーズ伯レーモン5世とコンスタンス・ド・フランスの次男アルベリック・タイユフェル（1157年 - 1183年）とベアトリスとの結婚を承諾した。アルベリックはわずか7歳であったが、フランス王ルイ7世の甥であり、これが神聖ローマ帝国領のドーフィネとフランス王国との関係修復の始まりであった。
1167年、甥アルベリック・タイユフェルのためにドーフィネの総督をつとめていた叔父アルフォンス・ド・トゥールーズがモーリエンヌ伯・サヴォイア伯ウンベルト3世と争ったが、タランテーズ大司教ピエール2世の仲介により争いは終結した。
1183年、ヴィエンヌ伯およびアルボン伯であったアルベリック・タイユフェルは死の少し前に、サン・ジャン＝バティスト修道院およびデュルボン修道院の修道士に家畜のための牧草地および領内を自由に通行する許可を与え、父ナルボンヌ公、トゥールーズ伯およびプロヴァンス辺境伯レーモン5世による施しを確認した。アルベリック・タイユフェルは子のいないまま1163年に死去した。

### ブルゴーニュ公ユーグ3世との再婚
1183年9月1日、サン＝ジルにおいてブルゴーニュ公ユーグ3世と結婚し、ユーグ3世はこの結婚によりアルボン伯となった。1184年、ユーグ3世はベアトリスとの結婚後手に入れた領地の権利をめぐって、グルノーブル司教ジャン・ド・サッスナージュと対立した。ユーグ3世はグルノーブル伯でもあり、妃ベアトリスと共に1185年にタミエ修道院の領地について承認した。
翌年、『Regeste Dauphinois』によると、夫妻はビュシエール修道院、ウルクスの教会、レオンセル修道院、ボーヌのコマンドリー、サン・ヴィヴァン・ド・ヴェルジー修道院およびシトー修道院の修道士らに寄進を行った。
ユーグ3世は1190年に第3回十字軍に参加し、1192年にアッコで死去した。

### ユーグ1世・ド・コリニーとの3度目の結婚
ベアトリスは1202年以前に、ブレス領主およびコリニー領主ユーグ1世（1170年 - 1205年）と3度目の結婚をした。
ベアトリスは1228年12月16日にヴィジーユ城で死去した。

## 子女
ブルゴーニュ公ユーグ3世との間に以下の3子が生まれた。
- ギーニュ6世（1184年 - 1237年） - ヴィエンヌのドーファン
- マティルド（マオー）（1190年 - 1242年） - 1214年にシャロン伯ジャン1世と結婚
- マルグリット（アンヌ）[3][13]（1192年 - 1243年） - 1222年にサヴォイア伯アメデーオ4世と結婚

ユーグ1世・ド・コリニーとの間に1女が生まれた。
- ベアトリス - アルベール3世・ド・ラ・トゥール・デュ・パンと結婚。息子アンベール1世は1273年8月31日にヴィエノワのドーファン・ギーニュ7世の娘アンヌと結婚し、ヴィエノワのドーファンとなった。